# كارولين ريدر
كارولين ريدر (بالإنجليزية: Carolyn Reeder)‏ (16 نوفمبر 1937 - 20 يناير 2012)؛ كاتِبة مُتخصِّصة في أدب الأطفال وروائية أمريكية. درست في الجامعة الأميركية.